# Boltenmoor
Das Boltenmoor ist ein Naturschutzgebiet im niedersächsischen Landkreis Diepholz.

## Beschreibung
Das 13,3 Hektar große Naturschutzgebiet mit der Kennzeichen-Nummer NSG HA 181 liegt etwa fünf Kilometer östlich des Stadtkerns von Syke zwischen den beiden Syker Stadtteilen Osterholz und Gödestorf und zwischen der K 121 und dem Süstedter Bach.
Das Boltenmoor ist gekennzeichnet durch naturnahe Erlen(bruch)wälder, die sich auf feuchten, sicker- bis staunassen Niedermoorstandorten befinden. Neben Dauergrünlandflächen findet sich stellenweise Buchen-, Fichten- und Pappelforst. Über die Verordnung sollen vor allem der vorhandene Naturwald und die naturnahen Erlenwälder geschützt werden.

## Geschichte
Mit Verordnung vom 10. September 1996 wurde das Gebiet Boltenmoor unter Naturschutz gestellt. Zuständig ist der Landkreis Diepholz als untere Naturschutzbehörde.